# Mauricio Solís
Mauricio Solís Mora (ur. 13 grudnia 1972 w San José) – kostarykański piłkarz występujący na pozycji pomocnika.